# Surendettement
Le surendettement est une situation de détresse financière de particuliers pouvant recouper plusieurs définitions différentes.
En droit français, la situation de surendettement d'une personne physique « est caractérisée par l'impossibilité manifeste pour le débiteur de bonne foi de faire face à l'ensemble de ses dettes non professionnelles exigibles ou à échoir » (article L. 711-1 du code de la consommation).
D’après la définition du Conseil de l'Europe, le surendettement est la « situation où l’obligation débitrice d’une personne ou d’une famille excède manifestement et/ou sur une longue période ses capacités de remboursement ».
En France, les situations de surendettement sont gérées par la Banque de France par le biais de dossier de surendettement. La procédure est gratuite et ouverte aux personnes physiques de bonne foi .
En 2019, 143 080 situations de surendettement ont été recensées en France, en baisse de 12 % par rapport à l’année précédente. Pour 2020, la Banque de France recense et annonce le dépôt de moins de 109 000 dossiers de surendettement, soit une baisse de 24 % par rapport à 2019, qui doit toutefois être rapprochée de l'obligation de confinement donc de la difficulté à entreprendre la démarche, ainsi que la baisse générale de la consommation des ménages, liées à la pandémie de Covid-19. La baisse s'est cependant confirmée en 2021.

## En France

### Définition du surendettement
En France, le surendettement est défini par le code de la consommation de la manière suivante : « La situation de surendettement est caractérisée par l’impossibilité manifeste de faire face à l’ensemble de ses dettes non professionnelles exigibles et à échoir » (articles L. 711-1 et L. 712-2).
Les personnes concernées ne peuvent plus rembourser leurs dettes et subvenir à leurs charges courantes telles que le loyer, l’eau et l’électricité. Face à cette situation extrême, ces personnes peuvent déposer un dossier de surendettement à la Banque de France. La procédure est gratuite et des organismes sont à disposition pour aider les personnes concernées à constituer un dossier,.

### Causes de surendettement
La Banque de France, qui gère les situations de surendettement en France, estime dans son rapport de 2019 que les personnes sujettes au surendettement sont souvent celles qui vivent « des situations de fragilité individuelle, familiale, sociale, économique et géographique ». Les causes principales du surendettement sont la pauvreté et la précarité.
Le profil sociologique des personnes surendettées a évolué depuis le vote de la loi relative à la prévention et au règlement des difficultés liées au surendettement en 1989. L'excès de crédits (notamment les crédits à la consommation), qui était la principale cause de surendettement en France, a laissé la place aux « accidents de la vie » (changements brutaux du mode de vie de personnes, entraînant des baisses de ressources) qui créent une rupture souvent soudaine dans l'équilibre financier des ménages. En 2019, les crédits à la consommation représentent moins de 37 % de la dette globale des ménages surendettés.

### Situation
Dans les années 2010, le niveau de surendettement en France se réduit de manière significative (de 38 % entre 2014 et 2019, et de 12 % entre 2018 et 2019), sous l’effet des différents dispositifs mis en œuvre depuis la loi Neiertz de 1989.
En 2020, l’enquête typologique sur le surendettement des ménages en France montre que 57 % des personnes vivant dans un ménage surendetté ont un niveau de vie inférieur au seuil de pauvreté contre 15 % de la population française. Parmi les personnes surendettées, 53 % sont séparées, célibataires ou veuves. Parmi les ménages endettés, 20,4 %sont des familles monoparentales. 23 % des personnes sont sans profession et 26 % sont au chômage.
Les femmes sont plus touchées que les hommes, ce qui s'explique par leurs revenus inférieurs et un statut plus fréquent de cheffe de foyer monoparental. En 2020, parmi les ménages surendettés, 18 % sont des familles monoparentales avec une femme cheffe de famille. Elles représentent plus de 54 % des débiteurs et codébiteurs âgés entre 25 et 54 ans.
En 2024, le nombre de dossiers de surendettement connait un bond de 14% aux six premiers mois. Ce rebond est lié à un effet de rattrapage de l'inflation. 

### Politique de lutte contre le surendettement

#### 1990-2002
En France, la lutte et le traitement du surendettement débutent en 1989, avec la loi Neiertz no 89-1010 du 31 décembre 1989. La procédure a deux objectifs : éviter que les personnes surendettées ne sombrent dans la précarité et assurer aux créanciers qu'ils puissent recouvrer tout ou partie des sommes dues.
La procédure a ensuite été adaptée à plusieurs reprises. Avec la loi no 95-125 du 8 février 1995, le dispositif est révisé en renforçant les prérogatives des commissions départementales de surendettement.
Une procédure en trois étapes voit le jour avec une phase amiable de réaménagement des dettes, une phase de recommandations, puis une phase de contrôle des décisions de la commission par le juge de l’exécution.
Le 28 juillet 1998, la loi no 98-657 introduit, pour la commission de surendettement, la possibilité de recommander la suspension de l’exigibilité des créances autres qu’alimentaires ou fiscales pour une durée maximale de trois ans. Seules les personnes n’ayant ni ressources ni biens peuvent s’acquitter de leurs dettes.
D’après la Banque de France, plus de 1,3 million de dossiers ont été déposés entre 1990 et 2002.

#### 2003-2010
Dans les années 2000, les causes du surendettement se transforment. Les personnes susceptibles d’être touchées sont celles ayant subi une rupture professionnelle ou personnelle. Ces personnes ont des ressources insuffisantes pour assumer les charges courantes.
Le dispositif de traitement de surendettement de 1998 n’est plus adapté au contexte des années 2000. Le 1er août 2003, le gouvernement présente la loi d'orientation et de programmation pour la ville et la rénovation urbaine. Faisant office de seconde chance, elle permet aux particuliers de voir leurs dettes effacées. Le plan de redressement amiable est limité à dix ans et les dettes envers les organismes de sécurité sociale peuvent être effacées. Elle instaure également la procédure de rétablissement personnel, avec ou sans liquidation judiciaire (effacement total des dettes).
Depuis 2003, les dispositions de traitement de surendettement sont constamment actualisées.
En 2005, la loi de programmation pour la cohésion sociale donne la priorité aux remboursements des créances des bailleurs par rapport aux créances des établissements de crédit et aux crédits à la consommation.
La loi no 2007-290 du 5 mars 2007 institue le droit au logement opposable et modifie certaines mesures en faveur de la cohésion sociale. Avec la loi no 2007-1787 du 20 décembre 2007, le juge a la possibilité de procéder à l’ouverture et à la clôture de la procédure de rétablissement personnel pour insuffisance d'actif par un même jugement.
D’après la Banque de France, plus de 1,5 million de dossiers ont été déposés entre 2003 et 2010.

#### 2011-2020

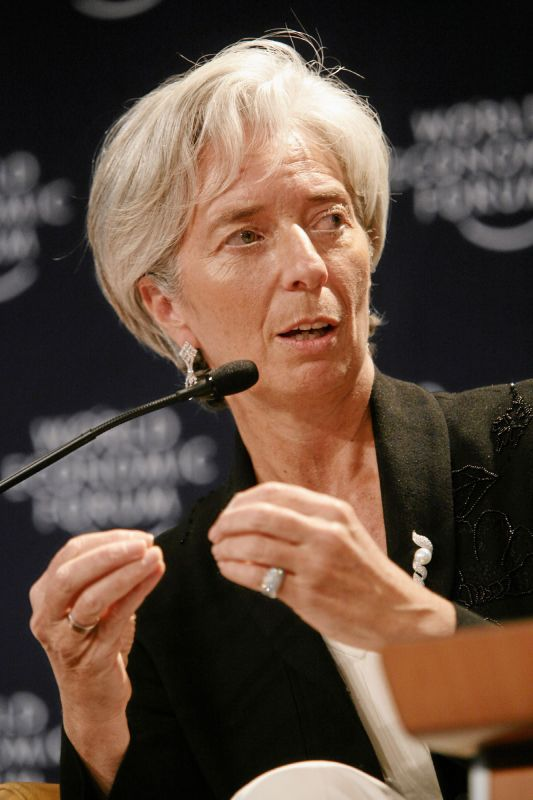
Christine Lagarde en 2007

La loi Lagarde du 1er juillet 2010 vise à réformer les crédits à la consommation tout en protégeant les consommateurs de certains abus et excès. Cette loi fixe de nouvelles sécurités lors de la souscription à un crédit, elle donne le choix entre le crédit amortissable et le crédit renouvelable. Dorénavant, pour les crédits renouvelables, le particulier doit rembourser un montant minimum. La durée maximale d'un plan de redressement est fixée à 8 ans et un effacement partiel des dettes est institué. La préservation du bien immobilier est favorisée.
La loi bancaire de 2013 s’assure de mieux protéger les foyers lors de la procédure de surendettement, notamment avec la garantie de rester dans leur logement.

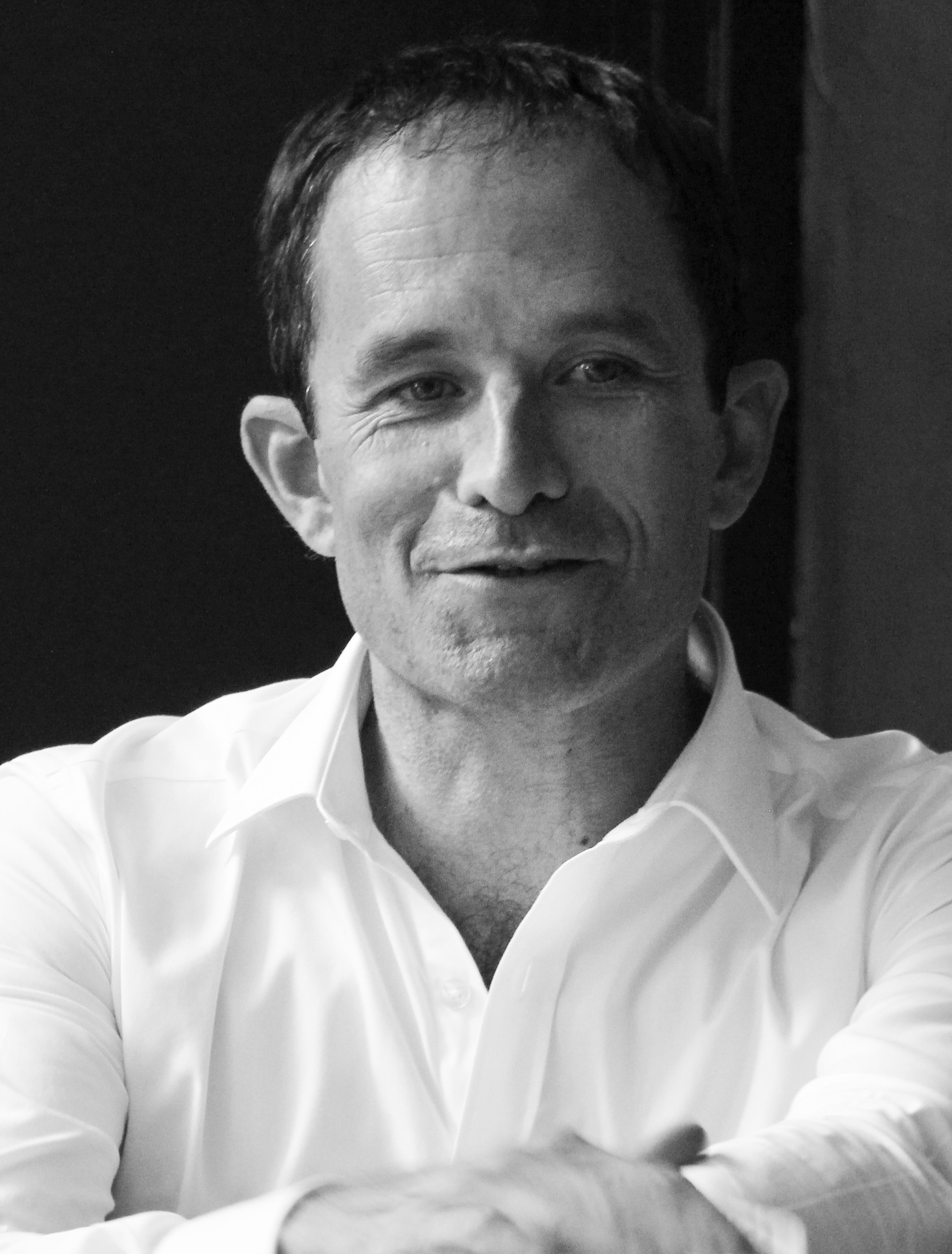
Benoît Hamon en 2016

En 2014, la loi Hamon permet de renforcer la prévention. La procédure de surendettement est réduite à sept ans.
La loi dite Sapin 2 du 9 décembre 2016 relative à la transparence, ainsi que la loi no 2016-1547 du 18 novembre 2016 de modernisation de la justice du XXIe siècle permettent d’accélérer la procédure, en limitant le recours au juge à différentes étapes de la procédure.
Ces différents dispositifs ont permis une baisse des primo-dépôts de 43 % de 2011 à 2019.

### La procédure de traitement du surendettement
La procédure a été mise en place dans les années 1990 en France. Complexe, elle nécessite souvent l'appui de professionnels, avocats ou travailleurs sociaux, notamment des associations de consommateurs. Elle concerne les personnes qui rencontrent des difficultés financières et dont les revenus ne permettent plus de faire face aux dettes. La procédure est gratuite. La commission de surendettement de la Banque de France examine d'abord la recevabilité de la demande du débiteur. En cas d'avis favorable (qui engendre automatiquement l'inscription au fichier national des incidents de remboursement des crédits aux particuliers de la Banque de France), elle propose un plan de redressement – comprenant éventuellement une liquidation des biens – et cherche l'accord des différentes parties (débiteur et créanciers). En cas de grande difficulté du débiteur, un effacement de la dette peut être décidé.

#### La saisine de la commission

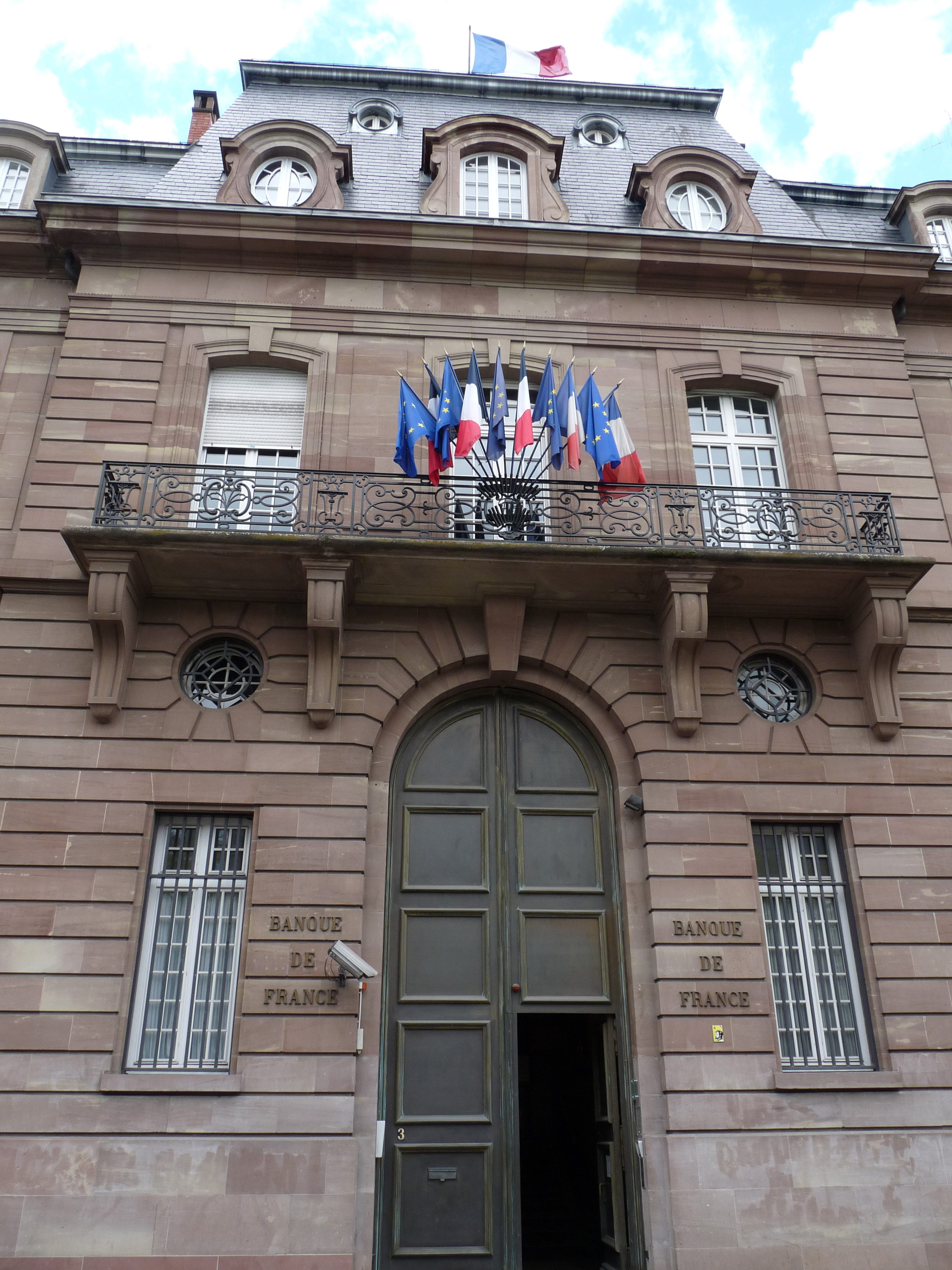
La succursale de la Banque de France à Strasbourg. Les situations de surendettement sont gérées par la Banque de France.

Elle constitue le point d'entrée du débiteur en difficulté. Son accès est facilité grâce aux guichets départementaux de la Banque de France. Une commission de surendettement existe dans chaque département, au sein d’un comptoir de la Banque de France, auprès duquel l'emprunteur en difficulté doit déposer un dossier. Celui-ci doit recenser tous les éléments à même d'établir la solvabilité du demandeur : revenus (salaires, allocations, etc.), patrimoine (titre de propriété, épargne, etc.), charges (loyer, taxes, électricité, etc.), état des comptes bancaires, relevés de toutes les dettes, tableaux d’amortissement des crédits en cours.
Il est désormais possible de déposer un dossier en ligne, à condition d'être seul déposant.

#### L'examen du dossier
Lorsque le dossier est examiné et accepté par la commission, les poursuites engagées contre les biens et rémunérations de l’individu sont suspendues pour deux ans maximum. La personne ne peut pas vendre ses biens sans l’accord de la commission et des créanciers. Elle ne doit en aucun cas souscrire à de nouveaux crédits.
C’est la commission qui dresse un état des dettes du dossier et l’adresse pour validation à chaque créancier. Elle détermine ensuite la part mensuelle de remboursement.

#### Un plan conventionnel de redressement
La commission élabore un plan conventionnel de redressement, en accord avec les créanciers et le débiteur, lorsque celui-ci est propriétaire de son logement, qui peut présenter un étalement des remboursements et des obligations comme la liquidation de produits d’épargne. Si le(s) débiteur(s) n'est pas propriétaire ou accédant à la propriété, depuis 2018, la commission impose directement des mesures de redressement, qui peuvent inclure un effacement partiel de certaines dettes.
Elle peut également décider d'un gel des dettes (moratoire) pendant une durée maximale de 2 ans.

#### La procédure de rétablissement personnel
La procédure de rétablissement personnel est mise en place lorsque la situation de la personne surendettée est irrémédiablement compromise. Cette procédure permet l’effacement de l’ensemble des dettes ou la liquidation judiciaire. Dans ce dernier cas, cette mesure relève de la compétence du juge des contentieux de la protection.

### Prévention du surendettement
Le surendettement touche les personnes surendettées mais il affecte également le marché du crédit, utile à la consommation, donc à la croissance économique.
Le droit de la protection des consommateurs, en particulier le droit de la distribution bancaire, et son corollaire, celui de la responsabilité du banquier dispensateur de crédit, figurent en tête des instruments permettant de mieux protéger les emprunteurs contre le surendettement. En particulier, l'évaluation systématique de l'endettement et de la solvabilité pourrait être généralisée.
C'est certainement lors de l'octroi du crédit que les conditions individualisées de prévention du surendettement sont réunies. Les principes juridiques lors de cet octroi devraient donc être examinés en ce sens.
La création d'un fichier dit « positif », recensant l'ensemble des crédits de l'ensemble des Français, ressort souvent comme une solution efficace.
L'éducation financière serait une autre voie de prévention. Elle est renforcée en 2016, avec la directive 2014/17/UE sur le crédit immobilier (ordonnance 2016-351 du 25 mars 2016). Les nouvelles dispositions sur le crédit immobilier généralisent et harmonisent les obligations de tous les vendeurs de crédits, qu'ils soient directement au service des banques ou iobsp. Le nouveau code de la consommation prévoit de lutter contre le surendettement, notamment par la formation des vendeurs.
En 2016, dans le cadre du plan pluriannuel de lutte contre la pauvreté et pour l’inclusion sociale, des points conseil budget ont été expérimentés. Ils permettent d'accompagner les personnes souhaitant recevoir des conseils sur la gestion de leur budget. En septembre 2018, ces points conseil budget ont été validés par le gouvernement. En 2019, 150 points conseil budget ont été labellisés.
Le portail pédagogique « mesquestionsdargent.fr » est mis en ligne en 2017. Il permet de renforcer l'information des particuliers.

## En Europe
En 2012, à la demande de la Commission européenne, une étude sur le surendettement en Europe est menée par l’Observatoire de l’Épargne européenne en collaboration avec l’université de Bristol et le CEPS.
Cette étude a permis d’établir une « définition européenne opérationnelle commune de surendettement » avec des données nationales comparables.
Pour les chercheurs de cette étude, un ménage surendetté en Europe est « un ménage dont les revenus actuels et prévisibles sont insuffisants pour faire face à l’ensemble de ses engagements financiers sans faire descendre son niveau de vie en dessous d’un niveau considéré comme minimum dans son pays ».

## Aux États-Unis
Le Bankruptcy Act de 1978 amendé en octobre 1994 est la loi fédérale sur la faillite aux États-Unis. Elle constitue le titre 11 du Code des États-Unis, qui est réservé aux procédures collectives. Il est constitué de 8 chapitres.
Les chapitres 1, 3 et 5 traitent tous les types de faillite alors que les autres chapitres traitent une seule procédure. Les particuliers font généralement appel au chapitre 7 ou 13 pour régler leurs problèmes de surendettement.
- Chapitre 7 : La liquidation. Après avoir liquidé tout son patrimoine (exception pour les biens que les créanciers ne peuvent pas revendiquer), la plupart des dettes du débiteur peuvent être effacées. Cette procédure dure environ quatre mois[37].
- Chapitre 9 : L’ajustement des dettes d’une commune.
- Chapitre 11 : La réorganisation.
- Chapitre 12 : L'ajustement des dettes d'un agriculteur.
- Chapitre 13 : L’ajustement des dettes d'une personne physique disposant d'un revenu régulier. Le débiteur peut garder l’intégralité de son patrimoine à condition que le remboursement de ses dettes se fasse sur ses revenus futurs. Cette décision doit être approuvée par le tribunal[37].

L'emprunt pour financer ses études est une des sources principales du surendettement, les études étant particulièrement chères aux États-Unis. Le montant de la dette étudiante atteint les 1 600 milliards de dollars en 2019. Une procédure de faillite personnelle existe depuis 1978,.

## Anecdotes
Les médias taïwanais utilisent le terme 卡奴 kǎnú, ou aussi 卡債族 kǎzhàizú — littéralement esclave de la carte — pour qualifier des personnes endettées à la suite d'une utilisation abusive de leur carte de crédit.